# Ваднай, Ласло
Ласло Ваднай (венг. László Vadnay; 6 декабря 1898, Ужгород — 1 декабря 1972, Нью-Йорк, Нью-Йорк) — венгерский спортивный стрелок. Участник летних Олимпийских игр 1936 года, чемпион мира 1939 года.

## Биография
Ласло Ваднай родился 6 декабря 1898 года в австро-венгерском городе Ужгород (сейчас на Украине).
Выступал в соревнованиях по пулевой стрельбе за «Гонвед».
В 1936 году вошёл в состав сборной Венгрии на летних Олимпийских играх в Берлине. В стрельбе из скорострельного пистолета с 25 метров занял 10-е место, набрав 30 очков и уступив 6 очков завоевавшему золото Корнелиусу ван Ойену из Германии.
В 1939 году завоевал золотую медаль чемпионата мира в Люцерне. Сборная Венгрии, за которую также выступали Ласло Бадинский, Лайош Бёржёньи, Эде Домби и Карой Такач, победила в командных соревнованиях в стрельбе из скорострельного пистолета с 25 метров, набрав 269 очков.
Умер 1 декабря 1972 года в американском городе Нью-Йорк.